# Premier di Montserrat
Premier di Montserrat (in inglese: Premier of Montserrat) è il titolo del capo del governo di Montserrat dalla riforma costituzionale del 2010.
In precedenza il capo del governo aveva il titolo di Chief Minister di Montserrat.
Il Premier viene nominato dal Governatore di Montserrat tra i membri dell'Assemblea legislativa. Il governo (Cabinet, fino al 2010 Executive Council) si compone del Premier, di tre ministri (sempre scelti tra i membri dell'Assemblea Legislativa), tra i quali uno viene nominato vicepremier (Deputy Premier), e da due membri ex officio, l'Attorney-General ed il Financial Secretary.

## Elenco dei Premier di Montserrat
| # | Premier | Premier               | In carica         | In carica         | Elezione | Partito                            |
| # | Premier | Premier               | Dal               | Al                | Elezione | Partito                            |
| - | ------- | --------------------- | ----------------- | ----------------- | -------- | ---------------------------------- |
| 1 |         | Reuben Meade          | 13 ottobre 2010   | 12 settembre 2014 | 2009     | Movement for Change and Prosperity |
| 2 |         | Donaldson Romeo       | 12 settembre 2014 | 19 novembre 2019  | 2014     | People's Democratic Movement       |
| 3 |         | Easton Taylor-Farrell | 19 novembre 2019  | in carica         | 2019     | Movement for Change and Prosperity |